# عبد الكريم بن عبد الواحد بن مغيث
أبو حفص عبد الكريم بن عبد الواحد بن مغيث الرومي (المتوفي في عام 209 هـ) هو قائد أندلسي، تولى قيادة بعض حملات الدولة الأموية في الأندلس في عهد الأمراء هشام الرضا والحكم الربضي وعبد الرحمن الأوسط.
جده مغيث الرومي كان مولىً للخليفة الأموي الوليد بن عبد الملك، شارك في الفتح الإسلامي للأندلس، وولاه طارق بن زياد قيادة السرية التي فتحت قرطبة. وعند نشأة الدولة الأموية في الأندلس، حظيت أسرة بنو مغيث الرومي عند الأمراء، فتولى عبد الملك بن عبد الواحد بن مغيث منصب الحجابة لدى الأمير هشام الرضا، كما ولاه قيادة بعض حملاته العسكرية.
في عام 179 هـ، وجه الأمير هشام الرضا عبد الكريم بن عبد الواحد بن مغيث إلى جليقية بحملة جازت حتى أسترقة هزمت الجليقيين وحلفائهم البشكنس في معركة وقع فيها خسائر كبيرة من الطرفين. وفي عام 180 هـ، أغزى الحكم الربضي قائده عبد الكريم بن عبد الواحد بن مغيث في حملة لغزو ألبة والقلاع، عاد منها عبد الكريم مظفرًا بالنصر، عائدًا بالغنائم والسبي. كما بعثه في عام 200 هـ/816م بجيش لغزو جليقية وأشتورقة، خاض بعض المعارك التي عاد منها أيضًا منتصرًا. وفي عام 202 هـ، شارك عبد الكريم في قمع ثورة أهل الربض الجنوبي في قرطبة، فيما عرف بوقعة الربض. كما وجهه الأمير عبد الرحمن في عام 208 هـ، بحملة لغزو ألبة والقلاع، ردًا على هجوم ألفونسو الثاني ملك أستورياس على مدينة سالم، فعاد منها بالغنائم والسبي، ولم يلبث بعد ذلك سوى أيام قليلة حتى توفي في المحرم من عام 209 هـ.
ولاه الأمير هشام الرضا على كورة جيان، كما ولاه الأمير الحكم الربضي منصبي الحجابة والكتابة. كما كان أيضًا شاعرًا بليغًا. وقد عدّه ابن القوطية هو وعيسى بن شهيد في كتابه تاريخ افتتاح الأندلس، كونهما أصلح من ولي منصب الحجابة في الأندلس.